# Distrito electoral local 13 del estado de México
El XIII Distrito Electoral Local del Estado de México es uno de los 45 Distritos Electorales Locales en los que  divide el Estado de México. Su cabecera es la ciudad de Atlacomulco de Fabela, localidad principal del municipio de Atlacomulco.
Ocupa el noroeste del estado, está formado por los municipios de Acambay de Ruiz Castañeda, Aculco, Atlacomulco, Temascalcingo y Timilpan.

## Diputados por el Distrito
- LIII Legislatura
  - (1996 - 2000): Noé Becerril Colín
- LIV Legislatura
  - (2000 - 2003): Arturo Osornio Sánchez
- LV Legislatura
  - (2003 - 2005): Enrique Peña Nieto 
  - (2005 - 2006): Jesús Alcántara Núñez
- LVI Legislatura
  - (2006 - 2009): Héctor Velasco Monroy
- LVII Legislatura
  - (2009 - 2012): Jesús Alcántara Núñez
- LVIII Legislatura
  - (2012 - 2015): Fidel Almanza Monroy

## Resultados electorales

### 2012
|  | 52.26 % |

|  | 21.72 % |

|  | 09.16 % |

|  | 02.75 % |

|  | 02.28 % |

|  | 01.73 % |

|  | 01.47 % |

|  | 00.11 % |

|  | 08.52 % |

|  | 100.0 % |

|  | 67.93 % |

### 2009
|  | 51.51 % |

|  | 24.93 % |

|  | 11.84 % |

|  | 04.72 % |

|  | 02.38 % |

|  | 00.48 % |

|  | 00.12 % |

|  | 04.47 % |

|  | 100.0 % |

|  | 64.02 % |

### 2006
|  | 42.92 % |

|  | 20.84 % |

|  | 18.36 % |

|  | 13.68 % |

|  | 00.15 % |

|  | 04.04 % |

|  | 100.0 % |

|  | 56.22 % |

### 2003
|  | 52.39 % |

|  | 27.07 % |

|  | 12.56 % |

|  | 02.72 % |

|  | 00.31 % |

|  | 00.27 % |

|  | 00.26 % |

|  | 00.23 % |

|  | 00.04 % |

|  | 04.17 % |

|  | 100.0 % |

| <div style="background-color:#000000; width: Expresión errónea: operador / inesperadopx; height: 12px;"> | % |